# Parti démocratique du Kosovo
Pour les articles homonymes, voir PDK.
Le Parti démocratique du Kosovo (en albanais : Partia Demokratike e Kosovës, abrégé en PDK) est un parti politique du Kosovo faisant campagne pour un Kosovo indépendant.
Il est dirigé par Kadri Veseli, ancien chef de l'Armée de libération du Kosovo.

## Historique
Le PDK est fondé le 14 mai 1999 et devient le pendant politique de l'Armée de libération du Kosovo (UÇK). Lors des élections législatives de 2001, le PDK obtient 26 sièges à l'Assemblée du Kosovo avec 25,7 % des voix. Lors des élections suivantes, le 24 octobre 2004, le parti remporte 28,9 % des voix et 30 des 120 sièges à l'Assemblée. Le PDK forme ainsi le deuxième plus grand groupe à l'Assemblée.
Lors des élections législatives du 17 novembre 2007, le PDK obtient 34,1 % des voix contre 22,6 % pour la Ligue démocratique du Kosovo. 
Le premier ministre du pays après la guerre, Bajram Rexhepi, est issu de ce parti.

## Corruption et affaires criminelles
En octobre 2016, Azem Syla (de), ancien dirigeant de l'UÇK et député du Parti démocratique du Kosovo, est inculpé pour corruption avec 38 autres membres du parti, accusé d'avoir « par le biais d'activités criminelles, notamment la falsification de documents officiels et le paiement de pots-de-vin à des responsables publics, mis la main sur des biens appartenant à l’État », dont la valeur est estimée à 30 millions d'euros. Il est par ailleurs soupçonné d'avoir commandité des assassinats politiques contre des membres du parti rival LDK et accusé par le Conseil de l'Europe d'avoir participé à un trafic d'organes prélevés sur des prisonniers durant la guerre contre la Serbie.
Le ministre des Transports Fatmir Limaj est dénoncé par la mission européenne Eulex pour s’être réservé 20 % de marge sur tous les chantiers qu'ils avaient à traiter. Il est par ailleurs soupçonné de crimes de guerre commis contre des Serbes et des Albanais tels que des enlèvements, des traitements cruels et des meurtres dans le camp de Lapušnik. 

## Élections à l'Assemblée du Kosovo
| Année | Voix    | %     | Sièges   | Rang | Position     |
| ----- | ------- | ----- | -------- | ---- | ------------ |
| 2001  | 202 622 | 25,7  | 26 / 120 | 2e   | Gouvernement |
| 2004  | 199 112 | 28,85 | 30 / 120 | 2e   | Opposition   |
| 2007  | 196 207 | 34,32 | 37 / 120 | 1er  | Gouvernement |
| 2010  | 224 339 | 32,11 | 34 / 120 | 1er  | Gouvernement |
| 2014  | 221 181 | 30,38 | 37 / 120 | 1er  | Mustafa      |
| 2017  | 221 181 | 33,74 | 23 / 120 | 1er  | Haradinaj II |
| 2019  | 178 637 | 21.23 | 24 / 120 | 3e   | Opposition   |
| 2021  | 148 296 | 16,90 | 19 / 120 | 2e   | Opposition   |